# Иконников, Александр Владимирович
Александр Владимирович Иконников (1868 — ?) — помещик, депутат Государственных дум Российской империи II и III созывов от Нижегородской губернии.

## Биография

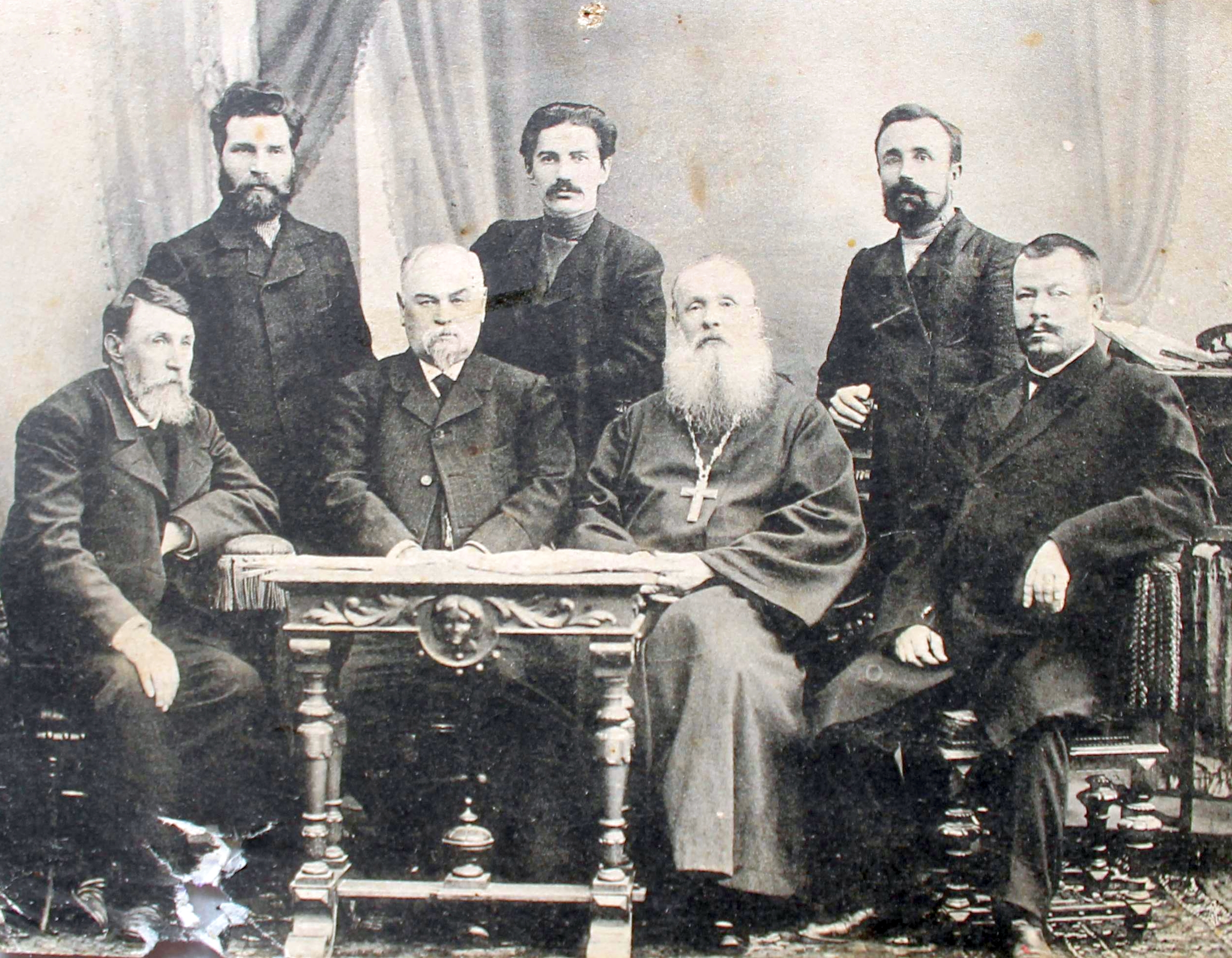
Члены II Государственной Думы от Нижегородской губернии. Стоят: М. С. Фокеев, И. Р. Романов, Т. Г. Киреев; сидят: Н. И. Долгополов, А. А. Савельев, Ф. И. Владимирский, А. В. Иконников

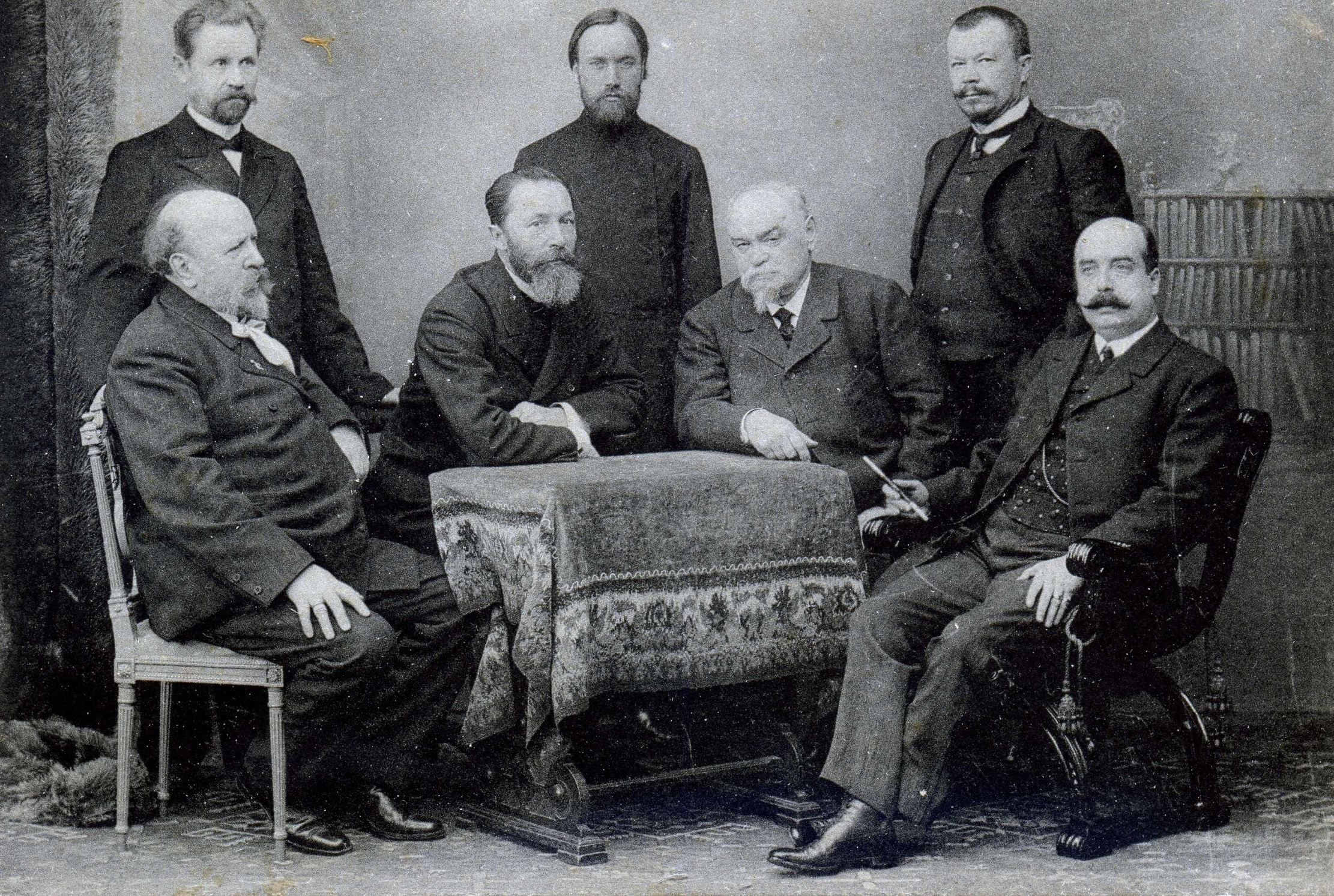
Депутаты 3-й Государственной Думы от Нижегородской губернии. Стоят: Н.В. Зуев, М.Н. Гришкин, А.В. Иконников; cидят: А.Е. Фаворский, В.В. Хвощинский, А.А. Савельев, Г.Р. Килевейн

Из потомственных дворян, отец служил податным инспектором. Выпускник Нижегородской мужской гимназии. По одним сведениям слушал лекции на юридическом факультете, по другим — на отделении естественных наук физико-математического факультета Московского университета, но за участие в студенческих беспорядках был исключён и не смог завершить образование. В 1895 году стал членом, а в 1902-1908 годах избирался председателем Макарьевской уездной земской управы. С 1898 года почётный мировой судья.  Нижегородский губернский земский гласный. В декабре 1906 года Иконников был единственным, кто возражал против переноса Варшавского университета в Нижний Новгород — неудобно "устраивать университет на несчастье Варшавы".
Участник земских и городских съездов в Москве. Состоял в Конституционно-демократической партии. Владел землями в Макарьевском уезде Нижегородской губернии площадью 400 десятин. Годовое жалованье А.  В. Иконникова составляло 2,5 тысячи рублей. Был женат.
9 февраля 1907 года избран в Государственную думу Российской империи II созыва от общего состава выборщиков Нижегородского губернского избирательного собрания.  Вошёл  в состав Конституционно-демократической фракции.  Являлся членом думской распорядительной комиссии и комиссии по местному управлению и самоуправлению.
25 октября 1907 избран в Государственную думу Российской империи III созыва от 2-го съезда городских избирателей. Снова вошёл  в состав фракции кадетов. Являлся членом думских  бюджетной и финансовой комиссий и комиссии по народному образованию. Участвовал в прениях по вопросу о налоговой политики.
Был привлечён к уголовной ответственности.
Дальнейшая судьба и дата смерти неизвестны.

### Архивы
- Российский государственный исторический архив. Фонд 1278. Опись 1 (2-й созыв). Дело 168; Дело 577. Лист 19; Опись 9. Дело 306.
- Центральный архив Нижегородской области. Фонд 918. Опись 8. Дело 411. Лист 100 оборот -101 оборот.